# Tetramorium typhlops
Tetramorium typhlops är en myrart som beskrevs av Bolton 1980. Tetramorium typhlops ingår i släktet Tetramorium och familjen myror. Inga underarter finns listade i Catalogue of Life.